# Primera División de Costa Rica 1962
Die Saison 1962 war die 43. Spielzeit der Primera División de Costa Rica, der höchsten costa-ricanischen Fußballliga. Es nahmen sechs Mannschaften teil. Saprissa gewann zum 4. Mal in der Vereinsgeschichte die Meisterschaft.

## Austragungsmodus
- Die sechs teilnehmenden Mannschaften spielten in einer Doppelrunde (Hin- und Rückspiele) im Modus Jeder gegen Jeden den Meister aus.
- Der Letztplatzierte bestritt ein Relegationsspiel gegen den Meister der zweiten Liga.

## Endstand

### Hauptrunde
| Pl.             | Verein                 | Sp. | S  | U | N  | Tore  | Diff. | Punkte |
| --------------- | ---------------------- | --- | -- | - | -- | ----- | ----- | ------ |
| 01              | CD Saprissa            | 20  | 16 | 1 | 3  | 47:22 | 25    | 33     |
| 02              | LD Alajuelense         | 20  | 13 | 3 | 4  | 38:23 | 15    | 29     |
| 03              | Orión FC               | 20  | 6  | 6 | 8  | 28:35 | −7    | 18     |
| 04              | CS Herediano (M)       | 20  | 5  | 7 | 8  | 32:35 | −3    | 17     |
| 05              | CS Cartaginés          | 20  | 5  | 6 | 9  | 33:35 | −2    | 16     |
| 06              | CS Uruguay de Coronado | 20  | 2  | 3 | 15 | 29:57 | −28   | 7      |
| Stand: Endstand |                        |     |    |   |    |       |       |        |

### Relegation
| Letzter 1°División     | Ergebnis | Meister 2°División! Ergebnis |
| ---------------------- | -------- | ---------------------------- |
| CS Uruguay de Coronado | *        | Nicolás Marín                |

| * | Das Ergebnis ist heute unbekannt. Sicher ist nur, dass Uruguay gewann und in der 1°División verblieb. |